# Nicolaus Adi Seputra

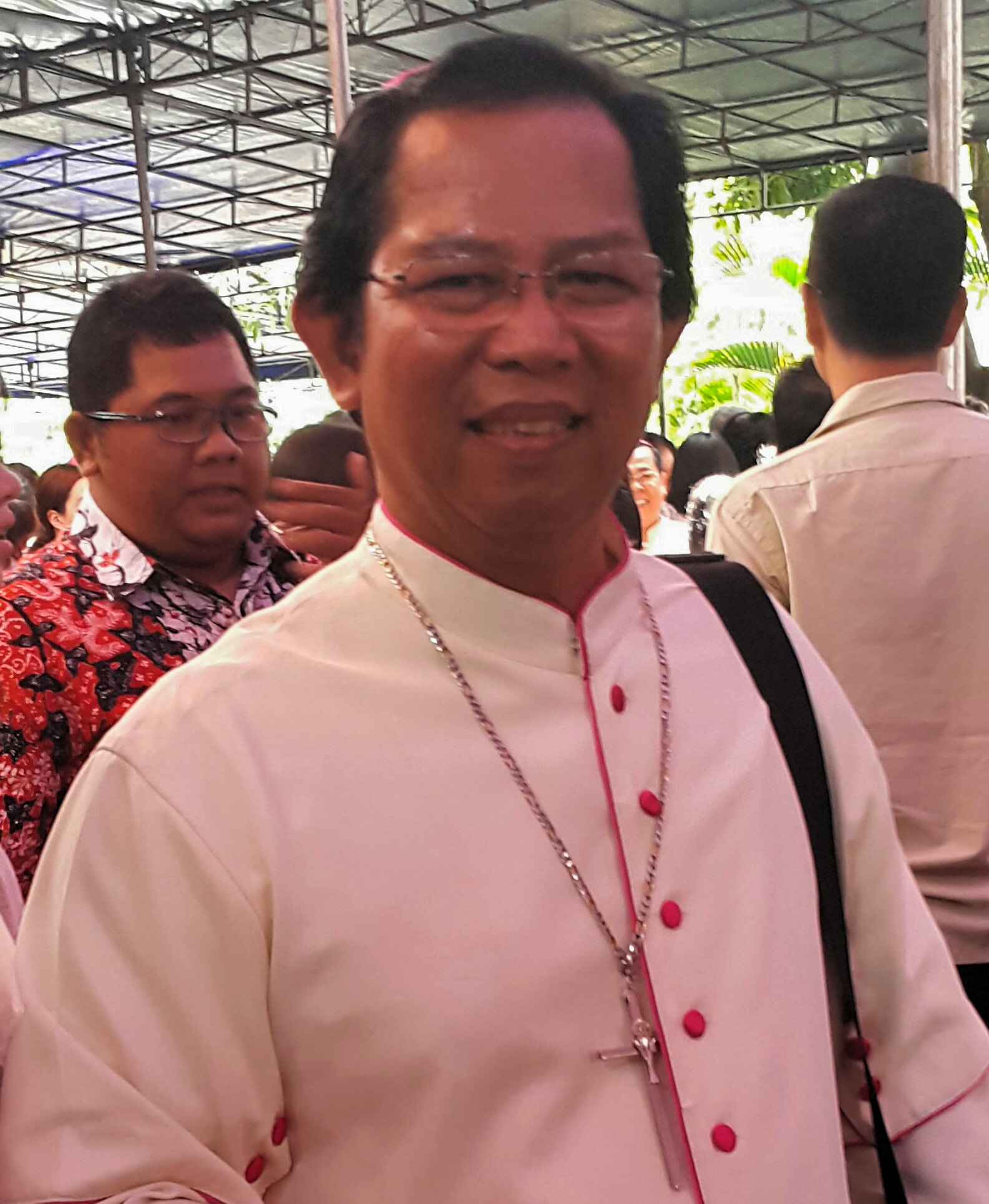
Nicolaus Adi Seputra, 2017

Nicolaus Adi Seputra MSC (* 6. Dezember 1959 in Purwokerto, Jawa Tengah, Indonesien) ist ein indonesischer Ordensgeistlicher und emeritierter römisch-katholischer Erzbischof von Merauke.

## Leben
Nicolaus Adi Seputra studierte Katholische Theologie und Philosophie an den Priesterseminaren von Mertoyudan und Pineleng. Er empfing am 1. Februar 1989 das Sakrament der Priesterweihe.
Adi Seputra war von 1989 bis 1997 als Pfarrer im Erzbistum Merauke tätig. 1997 wurde er für weiterführende Studien nach Manila entsandt, die er 2001 mit einem Master in Pastoraltheologie abschloss. Nicolaus Adi Seputra wurde 2001 Pfarrer der Kathedrale von Merauke und 2003 zudem Generalvikar des Erzbistums Merauke.
Am 30. April 2004 ernannte ihn Papst Johannes Paul II. zum Erzbischof von Merauke. Die Bischofsweihe spendete ihm sein Amtsvorgänger Jacobus Duivenvoorde MSC am 25. Juli 2004; Mitkonsekratoren waren der Erzbischof von Jakarta, Julius Riyadi Kardinal Darmaatmadja SJ, und der Bischof von Timika, John Philip Saklil.
Papst Franziskus nahm am 28. März 2020 seinen Rücktritt vom Amt des Erzbischofs von Merauke an.